# Villers-sur-Bar
Villers-sur-Bar é uma comuna francesa na região administrativa de Grande Leste, no departamento das Ardenas. Estende-se por uma área de 5,45 km². Em 2010 a comuna tinha 256 habitantes (densidade: 47 hab./km²).